# Журово
Журово — деревня в Кимрском районе Тверской области. Входит в состав Устиновского сельского поселения.

## География
Находится в юго-восточной части Тверской области на расстоянии приблизительно 19 км на север-северо-восток по прямой от районного центра города Кимры в левобережной части района.

## История
Известна была с 1628 года как деревня с 2 дворами, владение Фёдора Суворова. В 1780-х годах здесь уже 8 дворов. В 1859 году здесь (деревня Корчевского уезда Тверской губернии) было учтено 12 дворов. ныне имеет дачный характер.

## Население
Численность населения: 45 человек (1780-е годы), 69 (1859 год), 0 как в 2002 году, так и в 2010.